# محمود خليل
محمود خليل (1957-) هو ممثل ومخرج يمني، من نجوم الصف الأول في الدراما اليمنية رغم قلة أعماله. كانت أعماله خلال فترة التسعينات من القرن العشرين تحقق معدلات مشاهدة مرتفعة في التلفزيون اليمني. اشتهر في اليمن باسم صابر نسبة إلى دوره في مسلسل حكاية صابر.

## من أعماله
- حكاية سعدية
- حسن وضعك
- رماد الشوك
- حكاية صابر

## روابط خارجية
- محمود خليل على موقع قاعدة بيانات الأفلام العربية